# Rudolf Ludwig Mössbauer
Rudolf Ludwig Mössbauer (n. 31 ianuarie 1929, München, Republica de la Weimar – d. 14 septembrie 2011, Grünwald, Bavaria, Germania) a fost un fizician german, laureat al Premiului  Nobel pentru Fizică pentru descoperirea fenomenului denumit în cinstea sa efectul Mossbauer.